# Beaver Lake, Saskatchewan
Beaver Lake är en sjö i Kanada.   Den ligger i provinsen Saskatchewan, i den sydöstra delen av landet, 2 000 km väster om huvudstaden Ottawa. Beaver Lake ligger 748 meter över havet. Den ligger vid sjön Kenosee Lake.
Omgivningarna runt Beaver Lake är en mosaik av jordbruksmark och naturlig växtlighet. Runt Beaver Lake är det mycket glesbefolkat, med 4 invånare per kvadratkilometer.